# Kent Ove Clausen
Kent Ove Clausen (* 7. November 1985) ist ein ehemaliger norwegischer Skilangläufer.

## Werdegang
Clausen startete im März 2008 beim Sprint in Drammen erstmals im Weltcup und beendete sein Debüt auf Platz 37. Bei seinem zweiten Einsatz ein Jahr später in Trondheim erzielte er – ebenfalls im Sprint – mit Rang 22 zum ersten Mal Weltcuppunkte. Sein erstes Top-15-Resultat im Weltcup erreichte Clausen im Februar 2011 im Sprint von Drammen mit Rang 13. Dies gelang ihm im Sprint insgesamt noch drei weitere Male: mit Rang 11 in Drammen im März 2012, Platz 13 in Canmore im Dezember 2012 und Rang 10 im Februar 2013 in Davos. Clausen wurde 2012 zudem Dritter der norwegischen Meisterschaften im Sprint und entschied im Scandinavian Cup 2009 und 2011 jeweils ein Sprintrennen für sich. Letztmals im Weltcup startete er im März 2013 in Drammen, wobei er den 26. Platz im Sprint errang.

## Siege bei Continental-Cup-Rennen
| Nr. | Datum             | Ort      | Disziplin             | Serie            |
| --- | ----------------- | -------- | --------------------- | ---------------- |
| 1.  | 19. Dezember 2009 | Vuokatti | 1 km Sprint klassisch | Scandinavian Cup |
| 2.  | 5. Februar 2011   | Jõulumäe | 1 km Sprint klassisch | Scandinavian Cup |

## Weltcup-Statistik
Die Tabelle zeigt die erreichten Platzierungen im Einzelnen.
- 1.–3. Platz: Anzahl der Podiumsplatzierungen
- Top 10: Anzahl der Platzierungen unter den ersten zehn
- Punkteränge: Anzahl der Platzierungen innerhalb der Punkteränge
- Starts: Anzahl gelaufener Rennen in der jeweiligen Disziplin
- Hinweis: Bei den Distanzrennen erfolgt die Einordnung gemäß FIS.

| Platzierung         | Distanzrennen a | Distanzrennen a | Distanzrennen a | Distanzrennen a | Distanzrennen a | Skiathlon Verfolgung | Sprint | Etappen- rennen b | Gesamt | Team c | Team c  |
| Platzierung         | ≤ 5 km          | ≤ 10 km         | ≤ 15 km         | ≤ 30 km         | > 30 km         | Skiathlon Verfolgung | Sprint | Etappen- rennen b | Gesamt | Sprint | Staffel |
| ------------------- | --------------- | --------------- | --------------- | --------------- | --------------- | -------------------- | ------ | ----------------- | ------ | ------ | ------- |
| 1. Platz            |                 |                 |                 |                 |                 |                      |        |                   |        |        |         |
| 2. Platz            |                 |                 |                 |                 |                 |                      |        |                   |        |        |         |
| 3. Platz            |                 |                 |                 |                 |                 |                      |        |                   |        |        |         |
| Top 10              |                 |                 |                 |                 |                 |                      | 1      |                   | 1      |        |         |
| Punkteränge         |                 |                 |                 |                 |                 |                      | 16     |                   | 16     |        |         |
| Starts              |                 |                 |                 |                 |                 |                      | 21     |                   | 21     |        |         |
| Stand: Karriereende |                 |                 |                 |                 |                 |                      |        |                   |        |        |         |